# 井口皓太
井口 皓太（いぐち こうた、1984年 - ）は、神奈川県出身の日本の映像デザイナー、クリエイティブディレクター。

## 略歴
2008年、武蔵野美術大学基礎デザイン学科在学中に株式会社TYMOTEを設立。2013年にクリエイティブアソシエーションCEKAIを設立。京都芸術大学客員教授。
動的なデザインを軸に、モーショングラフィックスから実写映像監督、また、チームビルディング型のクリエイティブディレクションを得意とする。
2020年2月、オリンピック・パラリンピック大会史上初となる「東京2020 動くスポーツピクトグラム」の制作を担当した。

## 主な作品
- Kanji City（2013）[4]
- HaKU “everything but the love” Music Video（2014）[5]
- Sour “Life Is Music”（2014）[6]
- ISSEY MIYAKE INC. “MESSAGE”（2015）[7]
- ミラノ国際博覧会 日本館 FUTURE RESTAURANT（2015）[8]
- MIZKAN MUSEUM アニメーション（2015）[9]
- 彦根城築城410年祭のプロモーションムービー「彦根に集え！」（2016）[10]
- NIKELAB 『先』- FUTURE OF AIR –（2017）[11]
- UNIQLO Universe of HEATTECH / The Art and Science of LifeWear（2019）[12][13]
- のんたれ（2019）[14]
- Tokyo 2020 Kinetic Sport Pictogram（2020）[15]
- ぴあアリーナMM Kinetic Frames（2020）[16]
- MIND TRAIL 奥大和 心のなかの美術館 吉野の時計 - 瞬間の採取と集積 （2020）[17]

## 受賞歴
- 2013　D&AD：yellow pencil　受賞[18]
- 2013　The One Show：bronze pencil　受賞[19]
- 2014　東京TDC2014：TDC賞　受賞[20]
- 2014　SPACE SHOWER MUSIC VIDEO AWARDS（MVA）ノミネート[21]
- 2014　アヌシー国際アニメーション映画祭2014ノミネート[22]
- 2015　ニューヨークADC賞：gold　受賞[23]
- 2015　D&AD：yellow pencil　受賞[24]